# Auxilio de Irlanda
San Auxilio, o Usaille, (f. ca. 459) fue un misionero cristiano temprano de Irlanda tradicionalmente asociado con San Patricio, San Seachnaill (Secundino), y San Isernino en establecer el cristianismo en el sur de la isla, a pesar de que estudios más recientes tienden a asociarlo al anterior Paladio.

## Vista tradicional
Auxilio pudo haber sido ordenado diácono en Auxerre con Patricio e Isernino. Sabine Baring-Gould cree que Isernino y Auxilio eran celtas.  “No habrían sido de mucha utilidad [para Patricio] si no hubieran hablado fluidamente la lengua celta, y podemos suponer que eran celtas, ya sea de Armórica, Cornualles, o Gales.” Era sobrino de San Patricio, hijo de la hermana de Patricio, Darerca, y su marido, Restituto, un lombardo. Fue uno de nueve hermanos, ocho de los cuales fueron obispos en Irlanda. Sus primeros años y formación son oscuras, pero parece haber estudiado en la Galia en la escuela de San Germán. Según John Francis Shearman, en 438, seis años después de que Patricio fuera a Irlanda, Germán envió a Auxilio e Isernino para asistirle.

## Perspectiva posterior
La primera evidencia documental que existe es una entrada en los Anales irlandeses que registran la llegada de San Sechnall y su hermano San Auxilio "Para ayudar a San Patricio". Auxilio parece haber sido importante en la iglesia cristiana irlandesa temprana ya que hay una referencia a un Sínodo de Obispos celebrado en 448 o 450, encabezado por Patricio, Auxilio e Isernino. Esto sugeriría que tenía alguna eminencia especial o autoridad entre los obispos, ya que las leyes allí establecidas habrían sido vinculantes para toda la iglesia irlandesa del momento.
También ha sido descrito como hermano de Seachnaill. Sin embargo, los historiadores modernos han sugerido que la conexión de Secundino con San Patricio fue una tradición posterior inventada por los historiadores de Armagh a favor de su patrón y que es más probable que Secundino haya sido un misionero aparte, posiblemente un compañero de Paladio. Hay un consenso general entre los historiadores de que Paladio estableció una misión en lo que es hoy el Condado de Meath. Auxilio y Secundino fueron probablemente sus ayudantes. Auxilio es mencionado como fundador de la iglesia en Killashee (Condado de Kildare), cerca de Naas en el norte de Leinster; Killashee deriva de Kill (iglesia) + Auxilio.
Tanto los anales de Innisfallen como los de Clonmacnoise dan el año 458 como la fecha en que este clérigo murió, pero su fecha de fallecimiento también se da como 454 o 455.

## Veneración
Su día conmemorativo varía en los martirologios antiguos. En el Martirologio de Gorman, su día es el 7 de febrero .  En el Libro de Obits, de la catedral de Dublín, su día es el 19 de octubre , pero otros martirologios dan como su día de fiesta el 16 de abril o 16 de septiembre. En el Martirologio de Tallaght es el 19 de marzo pero en los Anales de los cuatro maestros, el texto da el 27 de agosto como el día de fallecimiento de Auxilio.